# L'uomo dei monti
L'uomo dei monti (No Defense) è un film muto del 1929 diretto da Lloyd Bacon.

## Trama
Il ponte che sta costruendo un giovane ingegnere crolla ed egli si assume la colpa nonostante non sia sua, ma del fratello della sua fidanzata. Alla fine la verità verrà a galla.

## Produzione
Il film fu prodotto dalla Warner Bros. Pictures con il nome The Vitaphone Corporation. Venne girato muto. Come molti altri film di quell'anno, venne reso sonoro con la sincronizzazione e il sistema brevettato dalla Warner, il Vitaphone.

## Distribuzione
Distribuito dalla Warner Bros. Pictures, il film uscì nelle sale cinematografiche statunitensi il 6 aprile 1929 con una sincronizzazione che lo presentava come film sonoro, in una versione di 62 minuti.
Non si conoscono copie ancora esistenti della pellicola che viene considerata presumibilmente perduta.